# CRフィーバー大ヤマト
CRフィーバー大ヤマト（しーあーる- だいやまと）は、三共から2002年10月ならびに2004年11月に発売されたCRパチンコ機。
松本零士原作のOVA『大ヤマト零号』（後に製作会社解散とそれに伴う販売会社変更により『大YAMATO零号』に改題）をモチーフとしたタイアップ機。三共と松本零士の初のコラボレーション作品。登場キャラクターや主役の宇宙戦艦のデザインはアニメ『宇宙戦艦ヤマト』シリーズならびに漫画『新宇宙戦艦ヤマト』に酷似している。

## 概要
2002年10月に『大ヤマト零号』のタイアップ機として『CRフィーバー大ヤマト』が登場。後の作品にも登場する「ガイーン」予告を初めて搭載した台だった。
2004年11月に続編として『CRフィーバー大ヤマト2』が登場。『CRおそ松くん』（DAIICHI）とともに、確変割合の上限が撤廃された直後に登場した、新基準機第1号マシンでもあった。それまで有り得なかった連チャン性能の高さは大反響を呼び、大ヒットを記録した。
当時としては最大のサイズの液晶を搭載し、重厚な効果音とBGMが大きな特徴。『宇宙戦艦ヤマト』オープニングテーマ（作詞：阿久悠、作・編曲：宮川泰、唄：ささきいさお）が使用された。前作ではスルーチャッカーだった部分は単なる飾りとなっていて、スルーチャッカーは別に付いている。また、ステージも前作のジャンプ台から波形のステージとなっているが、前作と同じくネカセによる性能の差は大きい。
リーチアクションは前作のスーパーリーチを踏襲した形になっているが、スペースゼロリーチ、ワープリーチから大ヤマト砲へ発展するという新しいシステムが加えられており、このシステムは後の『CRフィーバー銀河鉄道物語』『CRフィーバーキャプテンハーロック』にも採用されている。
2007年11月に検定切れとなったが、検定切れギリギリまで撤去されずに設置されていたホールは多かった。ただし、多くのホールでは新型機との入れ替えが頻繁に行われているため、実際にプレイできるホールはごく少数だったが、認定を受けることで2010年11月まで設置を継続することも可能だった。
このCRフィーバー大ヤマトシリーズのヒットの影で、「宇宙戦艦ヤマト」の著作権の帰属を主張する東北新社が、2004年6月に著作権侵害と不正競争防止法違反を理由に三共などを相手取って損害賠償や製造販売差し止めを求めて提訴。2006年12月27日に出た1審では「『フィーバー大ヤマト』と『宇宙戦艦ヤマト』との関連性はない」として原告・東北新社側の敗訴という判決が出されたが、東北新社側が控訴。のち2008年12月15日に三共などメーカー側が東北新社に和解金2億5千万円を支払うことで和解が成立した。
なお同機種は、韓国において改造の上「ヤマトゲーム機」の名称で「パダイヤギ（海物語）」と並んで代表的なメダルチギ機種として使用されていた。こちらは主に釜山など韓国南部地方でよく使用されていた。
本項では「CRF大ヤマト2」について解説する。

## スペック

### CRF大ヤマト2ZX
- 大当たり確率1/496.5→1/49.6
  - 低確率：1/496.5
  - 高確率：1/49.6
- 確変割合：71%
- 大当たりラウンド：15R・9C
- 賞球数：3&5&10&15
- 確変終了後時短100回転

### CRF大ヤマト2ZF
- 大当たり確率1/496.5→1/49.6
  - 低確率：1/496.5
  - 高確率：1/49.6
- 確変割合：68%
- 大当たりラウンド：15R・9C
- 賞球数：3&5&10&15
- 全ての大当たり終了後時短100回転

### CRF大ヤマト2SF
- 大当たり確率1/399.6→1/40.0
  - 低確率：1/399.6
  - 高確率：1/40.0
- 確変割合：60%
- 大当たりラウンド：15R・9C
- 賞球数：3&5&10&15
- 全ての大当たり終了後時短100回転

### CRF大ヤマト2SE
- 大当たり確率1/252.1→25.2
  - 低確率：1/252.1
  - 高確率：1/25.2
- 確変割合：30%
- 大当たりラウンド：15R・9C
- 賞球数5&15
- 全ての大当たり終了後25回転のチャンスタイムに突入

### CRF大ヤマトFX
- 大当たり確率1/356.3→1/59.4
  - 低確率：1/356.3
  - 高確率：1/59.4
- 確変割合：50%
- 大当たりラウンド：15R・10C
- 賞球数：4&10&15
- 全ての大当たり終了後時短100回転

### CRF大ヤマトJX
- 大当たり確率1/349.7→1/58.3
  - 低確率：1/349.7
  - 高確率：1/58.3
- 確変割合：50%
- 大当たりラウンド：15R・9C
- 賞球数：4&10&15
- 全ての大当たり終了後時短100回転

### CRF大ヤマトMX
- 大当たり確率1/327.7→1/57.8
  - 低確率：1/327.7
  - 高確率：1/57.8
- 確変割合：50%
- 大当たりラウンド：15R・10C
- 賞球数：4&10&15
- 確変終了後時短100回転

## 図柄
縦スクロール5ライン型のリール配列用図柄である。
- 確変図柄
  - 1. オズマ（沖田十三に酷似）
  - 3. ガイラー
  - 5. ダイチ
  - 7. オキ（古代進に酷似）
  - 8. ホンゴウ（森雪に酷似）
- 通常図柄
  - 2. ティム
  - 4. タネガシマ
  - 6. ハグロ

なお、1作目では3がホンゴウ、6がガイラー、8が通常図柄のハグロとなっており、オズマ、ティム、タネガシマ、オキはそれぞれデザインが異なっている。

## 予告演出

### ステップアップ予告
液晶上部のショックカノンが作動する。
1. 一基作動
2. 二基作動：リーチ確定
3. 三基作動：スーパーリーチ確定

### 背景予告
回転直後に背景に演出が発生。
- 隕石
- 彗星
- スペースゼロ一機：リーチになればスーパーリーチ確定 スペースゼロリーチ発展で激アツ
- ビーム：スーパーリーチ確定
- スペースゼロ五機：スーパーリーチ確定。シングルラインでリーチになると期待度大。スペースゼロリーチ発展で大当たり確定

### ウィンドウ予告
液晶内左上にウィンドウが出現し、キャラクターによって信頼度が変化。
- 通信失敗
- ユキ：リーチ確定
- ハグロ：リーチ確定
- タネガシマ：リーチ確定
- ムーア：スーパーリーチ確定
- ティム：スーパーリーチ確定 A銀河で大当たり確定
- 白雪：スーパーリーチ確定・期待度大
- オキ：巨大ウインドウ出現確定

### 巨大ウィンドウ予告
- ガイラー：スーパーリーチ確定・期待度大
- オズマ：確変大当たり確定

### スベリ予告
- 戻り：左絵柄が1コマ戻ってリーチになる。リーチ確定。単体で出現しても期待できないがウインドウ白雪予告や巨大ウインドウガイラー予告と複合で激アツ
- 長変動：右図柄が通常よりも長く変動する。スーパーリーチ確定。チャンス目になれば大当たり確定
- ショックカノン：ショックカノンが作動してリーチになる。確変図柄シングルラインでスーパーリーチ確定。
- 左右同時ショックカノン：リーチ成立後左右のショックカノンが作動し、リーチ図柄を変化させる。確変大当たり確定。

### リーチ後予告
ショックカノンウェーブ
液晶上部のショックカノンがウェーブするスーパーリーチ確定演出。ワープ予告と複合すると若干信頼度がアップする。
ショックカノン発射
ショックカノンが下を向いたまま停止し、ビームを発射する。確変大当たり確定。
ティム群
リーチ後にティム群が画面を横切る。スーパーリーチ確定・期待度大。

### チャンス目予告
同一の数字が一コマずれた形で停止すると発生。停止した形により信頼度が異なる。
- 上上中：スーパーリーチ確定。シングルライン、ダブルラインどちらにも発展する。シングルラインの方が期待度高め。
- 中上上：スーパーリーチ確定。シングルラインにのみ発展する。
- 中下下：スーパーリーチ確定。シングルラインにのみ発展する。
- 中段順目：スーパーリーチ確定。シングルラインにのみ発展する。
- 下下中：スーパーリーチ確定。ダブルラインに発展すると大当たり確定。

これらのチャンス目は旧チャンス目とも言い、画面がホワイトアウトして大ヤマト砲リーチに発展すれば大当たり確定となる。
- 中中上：画面がホワイトアウトし大ヤマト砲リーチ正面に発展。シングルラインにのみ発展する。
- 上中中：画面がホワイトアウトし大ヤマト砲リーチ正面に発展。シングルライン、ダブルラインどちらにも発展する。
- 中中下：画面がホワイトアウトし大ヤマト砲リーチ正面に発展。シングルラインにのみ発展する。
- 下中中：画面がホワイトアウトし大ヤマト砲リーチ正面に発展。ダブルラインに発展すると大当たり確定。

上記のチャンス目は発生した時点でハズレと大当たりの判別が可能。保留3以上で上記4種類のチャンス目が発生した場合、回転が短縮されてチャンス目が形成された場合は大当たり確定。回転が短縮されずに長変動してからチャンス目を形成した場合はハズレ確定となる。

### ワープ予告
回転開始時にワープに突入し、その時間により信頼度が変化。
- 短変動：スペースゼロリーチ（WARNING） 、スペースゼロ経由大ヤマト砲リーチに発展。
- 中変動：ワープリーチ、ワープ経由大ヤマト砲リーチに発展
- 長変動：大ヤマト砲側面リーチ確定。

### 大ヤマト砲フラッシュ予告
液晶右の大ヤマト砲の役モノが様々なタイミングでフラッシュする。
- 回転直後にフラッシュ：確変大当たり確定
- A銀河リーチ突入直後にフラッシュ：大当たり確定
- その他のタイミングでフラッシュ：スーパーリーチ確定・期待度大。

## リーチアクション

### ノーマルリーチ
リーチ後に中図柄が移動、ここからスーパーリーチに発展することがある。スーパーリーチ確定予告が発生したにもかかわらず、ノーマルリーチのままならば大当たり確定。また、リーチ後にショックカノンが作動し、図柄を揃えるプレミアム演出が発生した場合は確変大当たり確定。

### A銀河リーチ
図柄がA銀河を移動する。出現率は高いが、信頼度は低い。ただし、ビーム予告、スペースゼロ５機予告、ティム予告、白雪予告、ガイラー予告、ティム群予告、大ヤマト砲フラッシュ予告から発展すると大当たり確定。

### スペースゼロリーチ
スペースゼロがメタノイドラッケンと対決し図柄を打ち抜く。スペースゼロ出撃直後に大ヤマトがアップになると大ヤマト砲（正面）リーチに発展する。図柄を打ち抜く直前にWARNINGが表示された場合や、ダブルリーチから発展した場合は信頼度がアップする。また、スペースゼロ5機予告からこのリーチに発展すれば大当たり確定。

### ワープリーチ
図柄ワープ空間上で変動する。ワープ直後にワープ空間から大ヤマトが出現すると大ヤマト砲（正面）リーチに発展するシングルリーチから発生すると信頼がアップする。

### 大ヤマト砲リーチ
本作でもっとも高いリーチである。側面Ver.と正面Ver.の2種類が存在し、後者の方が大当たり期待度が高い。
側面Ver.
ノーマルリーチから直接大ヤマト砲リーチに発展すると横アングルになる。大ヤマト砲を発射し、図柄が燃えずに止まれば大当たりとなる。
正面Ver.
チャンス目、スペースゼロリーチ、ワープリーチから発展すると正面アングルになる。側面Ver.よりも派手な演出となっている。

### スペシャルカットイン
スーパーリーチハズレ後にオキがカットインし、「 もらったぜ！ 」と発した後で図柄を爆撃する。確変大当たり確定。

### ショックカノンチャンス
単発絵柄で当たった際、ボタンを押してショックカノンの一斉射撃で確変絵柄に変化させる再抽選演出である。ボタンを押した時ユキの「お願い」が聞こえれば昇格が確定する。